# Hali Flickinger
Hali Alise Flickinger (York, 7 de julio de 1994) es una deportista estadounidense que compite en natación.
Participó en dos Juegos Olímpicos de Verano, obteniendo dos medallas de bronce en Tokio 2020, en las pruebas de 200 m mariposa y 400 m estilos, y el séptimo lugar en Río de Janeiro 2016, en los 200 m mariposa.
Ganó dos medallas de plata en el Campeonato Mundial de Natación, en los años 2019 y 2022, tres medallas en el Campeonato Mundial de Natación en Piscina Corta de 2022 y una medalla de oro en el Campeonato Pan-Pacífico de Natación de 2018.

## Palmarés internacional
| Juegos Olímpicos                    | Juegos Olímpicos        | Juegos Olímpicos  | Juegos Olímpicos |
| Año                                 | Lugar                   | Medalla           | Prueba           |
| ----------------------------------- | ----------------------- | ----------------- | ---------------- |
| 2020                                | Tokio (Japón)           | Medalla de bronce | 200 m mariposa   |
| 2020                                | Tokio (Japón)           | Medalla de bronce | 400 m estilos    |
| Campeonato Mundial                  |                         |                   |                  |
| Año                                 | Lugar                   | Medalla           | Prueba           |
| 2019                                | Gwangju (Corea del Sur) | Medalla de plata  | 200 m mariposa   |
| 2022                                | Budapest (Hungría)      | Medalla de plata  | 200 m mariposa   |
| Campeonato Mundial en Piscina Corta |                         |                   |                  |
| Año                                 | Lugar                   | Medalla           | Prueba           |
| 2022                                | Melbourne (Australia)   | Medalla de oro    | 400 m estilos    |
| 2022                                | Melbourne (Australia)   | Medalla de plata  | 200 m mariposa   |
| 2022                                | Melbourne (Australia)   | Medalla de bronce | 4 × 200 m libre  |
| Campeonato Pan-Pacífico             |                         |                   |                  |
| Año                                 | Lugar                   | Medalla           | Prueba           |
| 2018                                | Tokio (Japón)           | Medalla de oro    | 200 m mariposa   |